# Абсолют (компания)
«Абсолют» — российская инвестиционная и девелоперская группа компаний. Штаб-квартира расположена в Москве; основана 24 октября 1990 года. На момент основания акционерами группы являлись — Александр Светаков (43-е место в рейтинге богатейших бизнесменов России в 2019 году), Андрей Трусков, Глеб Галин.
В состав группы входят две девелоперские компании — «Абсолют Девелопмент» (офисы) и «Национальная девелоперская компания» (жильё). Портфель проектов в сфере недвижимости насчитывает 6 млн м² жилья, 2,5 млн м² коммерческих площадей. Группа занимает девятую позицию по объёмам строительства в Москве (2025 год). Страховое направление выделено в компанию «Абсолют Страхование» (председатель совета директоров — Андрей Косолапов). Среди агропромышленных активов — молочные хозяйства «Щапово» и «Рыжово» в Новой Москве.
Годовой оборот — около $2 млрд.
Также был основан фонд «Абсолют-Помощь» для помощи детям-сиротам.
СМИ считают группу «Абсолют» непрозрачной структурой.